# Dobromir (ojciec Emnildy)
Dobromir (X w.) – ojciec Emnildy, trzeciej żony Bolesława I Chrobrego, księcia, a później króla Polski. Wspomniany jedynie w Kronice Thietmara, w której został określony jako czcigodny senior. 
Thietmar nie podał jego narodowości, jednak słowiańskie imię sugeruje, że musiał on władać w jednym z państw na szeroko pojętym pograniczu słowiańsko-niemieckim. Fakt, że książę został określony przez kronikarza jako człowiek czcigodny, pozwala mniemać, że był on osobą, w pewnym przynajmniej stopniu, znaną w wyższych warstwach społeczeństwa wschodnioniemieckiego, a zarazem musiał być księciem chrześcijańskim – w przeciwnym razie biskup merseburski, którym był Thietmar, nie określiłby go tak pozytywnie. Dodatkową przesłanką jest wyraźnie niemieckie imię córki Dobromira, Emnildy. Z tych powodów większość badaczy szuka władztwa tego księcia na Połabiu, gdzie rządziłby z nadania niemieckiego. W świetle trendów politycznych tego okresu, często za najtrafniejsze uchodzi lokalizowanie księstwa Dobromira na graniczącym z Polską terytorium Milczan (Łużyce Górne). Terytorium to w kolejnych latach stanowiło ziemię sporną między Polską i Niemcami, co wyjaśniałoby próby zjednania sobie przez władcę polskiego miejscowego dynasty. 
Niektórzy historycy wskazują, że Dobromir mógł rządzić innym plemieniem słowiańskim, jednym z tych, które po wielkim powstaniu Słowian połabskich (983) zachowały chrześcijaństwo: Stodoranami bądź Obodrzycami. Istnieje hipoteza, jakoby Dobromir był synem księcia Stodoran Tęgomira oraz bratem Przybysława. Koncepcje te uchodzą za mniej prawdopodobne, ponieważ żaden z wymienionych ludów nie graniczył z państwem Piastów. 
Część historyków lokalizowała władztwo Dobromira w innych rejonach słowiańszczyzny. Henryk Łowmiański uznał go za ostatniego udzielnego księcia krakowskiego, który miał rządzić w Małopolsce z nadania czeskiego. Po jego śmierci władzę w tej dzielnicy, nadal podlegającej Czechom, miał przejąć, w efekcie zawartego małżeństwa z Emnildą, Bolesław Chrobry. Hipoteza ta, zakładająca, że aż do 999 Chrobry rządził Małopolską z nadania czeskiego, jest odrzucana przez większość historyków. Dogłębniejszą jej krytykę przeprowadził Gerard Labuda. Brakuje jej też silniejszej podstawy źródłowej. 
Inny historyk, Tadeusz Wasilewski, lokalizował państwo Dobromira na pograniczu polsko-czeskim. Książę ten miał być ostatnim władcą morawskim. Również jednak ta teza nie znajduje potwierdzenia w źródłach. Jest odrzucana przez historyków również dlatego, że panujący na Morawach książę raczej nie byłby tak dobrze znany merseburskiemu biskupowi, a jego córka nie przyjęłaby niemieckiego imienia.
Feliks Koneczny umieszczał państwo Dobromira na Pomorzu, jednak ta koncepcja nie znalazła dobrego uzasadnienia.